# Joá
Joá és un barri de la Zona Oest del municipi de Rio de Janeiro. És també el barri més petit de la regió administrativa de Barra da Tijuca, i el segon barri amb la menor població del municipi, darrere només de Grumari. Té actualment el millor IDH i la més gran renda per capita del municipi, amb Barra da Tijuca. Té també el metre quadrat més car entre els barris de la Zona Oest, una mitjana de 17.631/m² R$; i el preu mig de les seves mansions és de 12,65 milions R$.

## Característiques

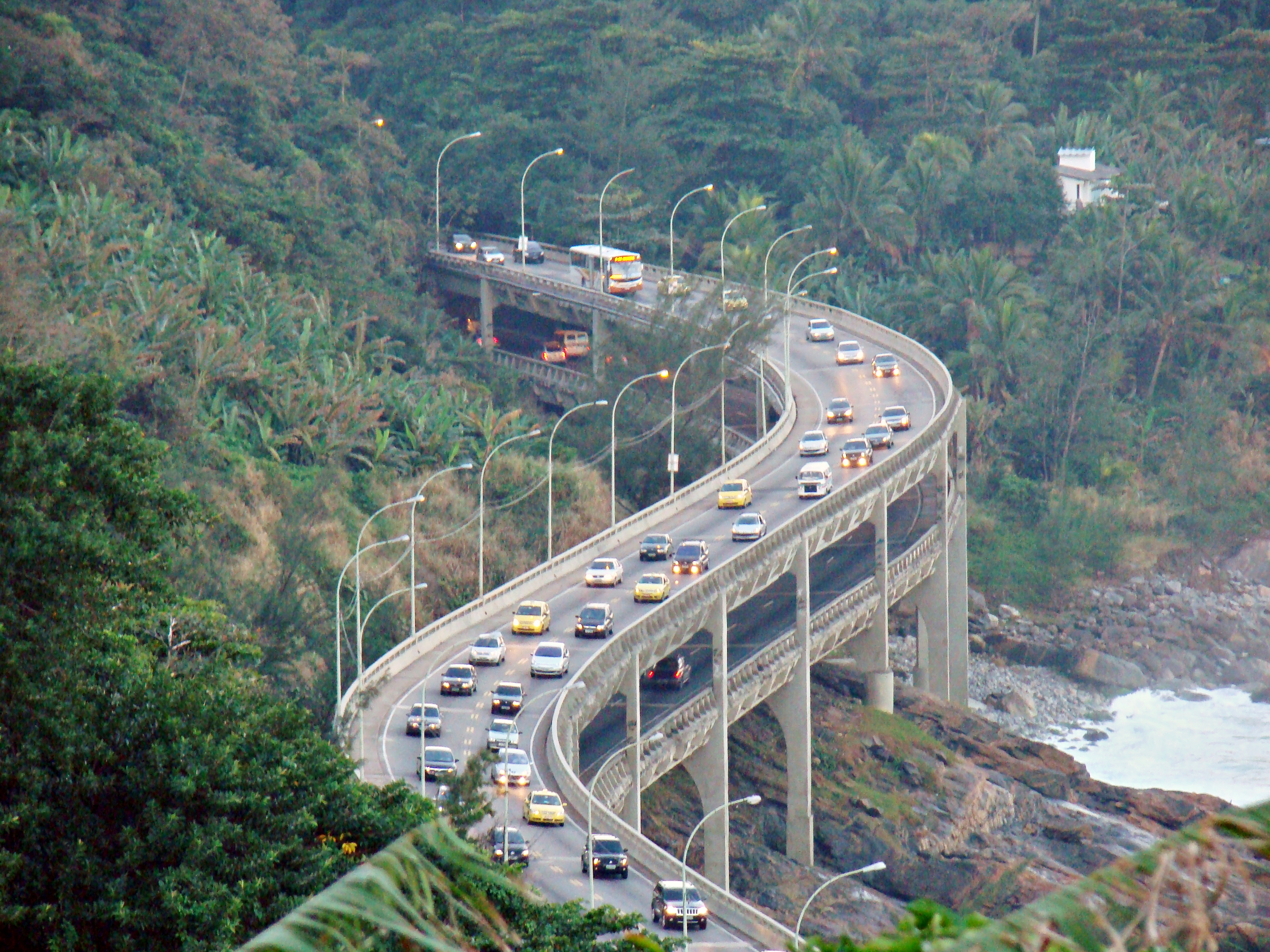
Elevado do Joá, connexió entre Barra da Tijuca i la Zona Sud.

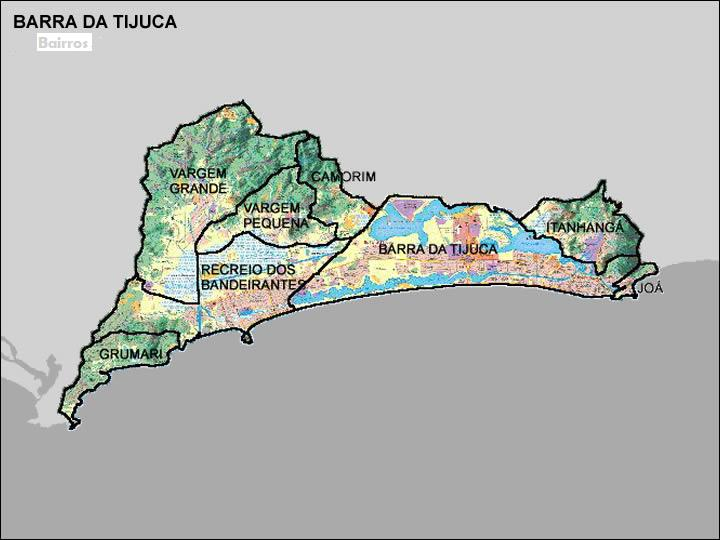
Mapa de Joá

Localitzat en la zona Oest de Rio, el seu principal accés és la carretera de Joá, construïda el 1929 per l'alcalde Antonio da Silva Prat Júnior i que connecta Largo da Barra a São Conrado. Una altra via important que passa pel barri però que no té accessos és la Autoestrada Lagoa-Barra, connectant São Conrado directament amb Barra da Tijuca. En el barri, té l'Elevado das Bandeiras, considerat una de les més belles vistes de Rio, i els túnels de São Conrado i de Joá.
Encaixat entre l'Oceà Atlàntic i la paret rocosa del Pico dos Quatro, Joá és un barri muntanyós, i per això té pocs habitants, concentrats en la seva majoria en condominis construïts sobre el morro da Joatinga (en llengua tupí, YUÁ, llim, i TINGA, blanquinós).
Punt important de la seva geografia és la Pedra da Gávea, el punt culminant de la qual és un dels seus límits. A prop de l'oceà, es troba la platja de la Joatinga, localitzada dintre d'un condomini però d'accés lliure al públic. En la punta do Marisco, una petita península al final de la platja, està el club Costa Brava, projecte de Ricardo i Renato Menescal, fundat el 1962.
La denominació, delimitació i codificació del barri va ser establerta pel Decret num. 3.158, de 23 de juliol de 1981 amb alteracions del Decret nº 5280, de 23 d'agost de 1985. Actualment està en la Càmera Municipal de Rio un projecte de llei per a ampliar els límits del barri, annexant-li el sub-barri de la Barrinha, actualment a Barra da Tijuca, creant, així, el sub-barri del Baix Joá, fent frontera amb Itanhangá.

## Importants barris pròxims
- Barra da Tijuca
- São Conrado
- Itanhangá
- Jacarepaguá
- Recreio dos Bandeirantes